# Eriksgata

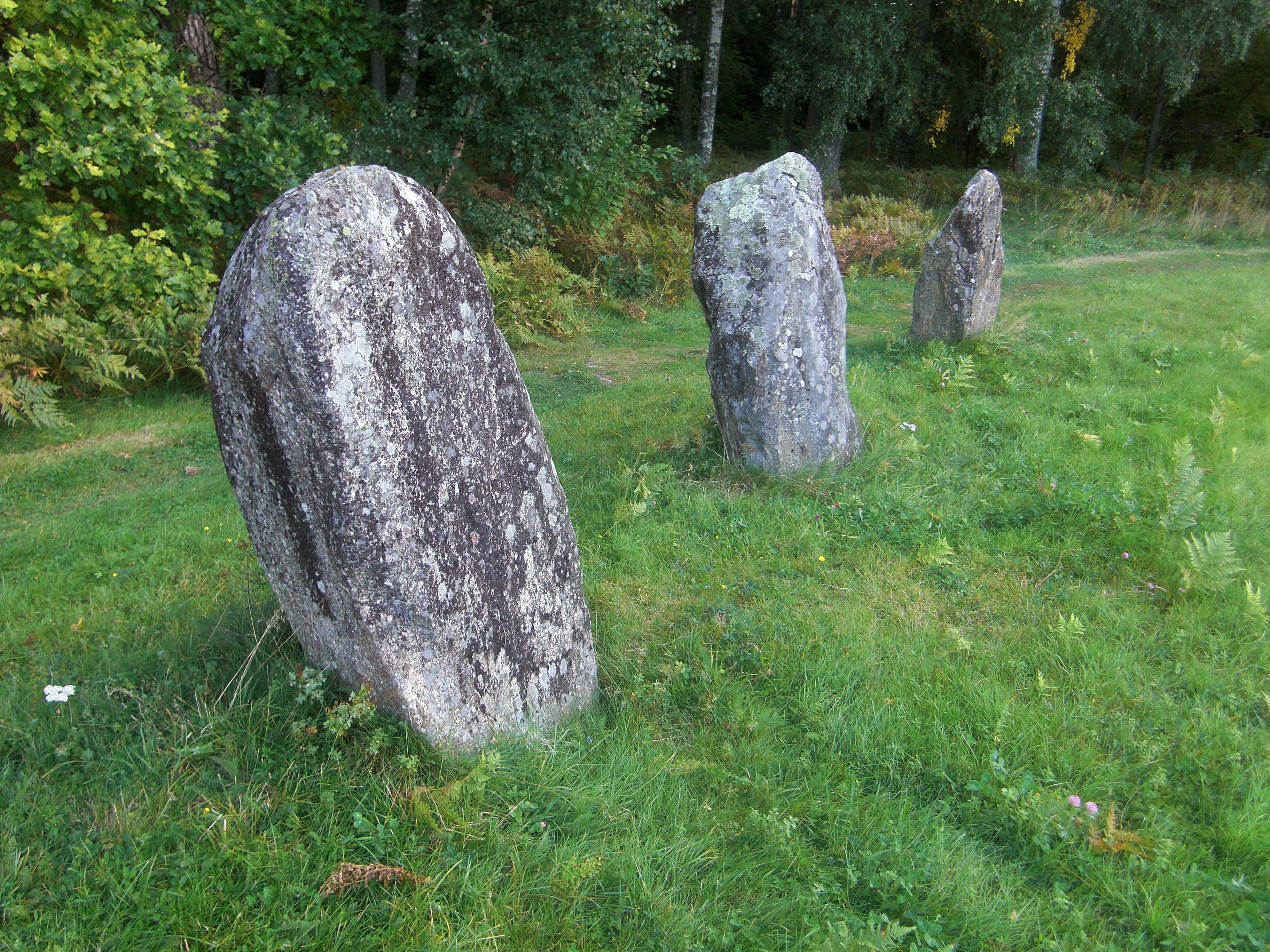
Alcune delle steli di pietra presso Västerås sulla Eriksgata

Eriksgata è il tradizionale viaggio compiuto nel Medioevo dal neoeletto re svedese nelle province più importanti del suo regno per avere il loro sostegno e nominare o confermare i suoi luogotenenti.

## Itinerario
L'elezione avveniva alle Pietre di Mora e la partecipazione era originariamente ristretta a coloro che vivevano nell'Uppland o nella Svealand, da qui la necessità di far confermare il voto anche dalle altre regioni.

Il viaggio seguiva un tragitto vagamente circolare; partiva dalle suddette Mora Sten e si svolgeva in senso orario passando per Kolmården, quindi per Holaveden fino alla riva orientale del lago Vätterns. Il lago veniva costeggiato in direzione Sud e poi si procedeva fino a Jönköping che costituiva il punto più meridionale del viaggio. Da Jönköping l'Eriksgata proseguiva in direzione Nord-Ovest costeggiando questa volta la riva occidentale del lago Vätterns e di lì passando per Närke ancora verso Nord fino a tornare nello Uppland.

## Storia
Non si sa di preciso chi abbia dato inizio a questa tradizione o in che anno si compì il primo viaggio. La prima testimonianza dell'Eriksgata è quella di Saxo Grammaticus che, nel XIII secolo, scrisse il Gesta Danorum, nel quale viene affrontato anche il tema delle lotte per la corona svedese. In molti, sulla base dei reperti archeologici, sono convinti che l'Eriksgata sia una tradizione ancor più antica. Il viaggio aveva un'importanza straordinaria sia per il re che solo in questo modo poteva conoscere direttamente le realtà su cui era stato chiamato a governare e anche per le città visitate nelle quali si organizzavano solenni e lunghi festeggiamenti.
L'Eriksgata comportava comunque dei rischi: ad esempio, un re fu assassinato durante il viaggio. Questo incidente è riportato sia da Saxo Grammaticus sia dall'appendice della Västgötalagen: il nuovo re eletto Ragnvald Knaphövde incautamente decise di non portare con sé degli ostaggi appartenenti a importanti famiglie locali, come era consueto, mentre attraversava la Västergötland, anche se un candidato rivale per il trono aveva ottenuto l'appoggio nella provincia. La decisione di Ragnvald fu considerata un insulto dal popolo della Västergötland, in quanto dimostrò di non aver timore di loro e lo uccisero a Karlepitt (una località sconosciuta nella Västergötland). 
Dal 1544 il re svedese non fu più eletto, poiché da quel momento in poi il re salì al potere per successione dinastica. Da quel momento L'Eriksgata perse gradualmente la sua influenza diventando un gesto più che altro simbolico. L'ultimo re che compì l'Eriksgata, come previsto dalle vecchie leggi, fu Carlo IX (1604 - 1611). Successivamente altri re viaggiarono per le province svedesi, chiamando questo viaggio "Eriksgata", anche se questo non ha nulla a che fare con l'antica tradizione medievale.
Tra i re che compirono questo viaggio anche dopo la caduta del sistema elettivo si annoverano Carlo XI, Federico I, Adolfo Federico e Gustavo III e in tempi recenti anche Carlo XVI Gustavo.

## Etimologia
Attorno all'etimologia da attribuire alla parola Eriksgata sono sorte numerose teorie. Una delle quali, quella che ha riscontrato maggior approvazione dagli studiosi, vorrebbe il termine come una derivazione da rik (germanico per persona ricca, re, capo con l'aggiunta del numerale e(n) nel significato quindi di unico capo, unico signore) e gata (in antico svedese: viaggio, cammino). Il termine così ottenuto avrebbe il significato generico di Viaggio del re.
Un'interpretazione più folkloristica vedrebbe nella parola Eriksgata una distorsione della locuzione cavalcare il regno in tondo.

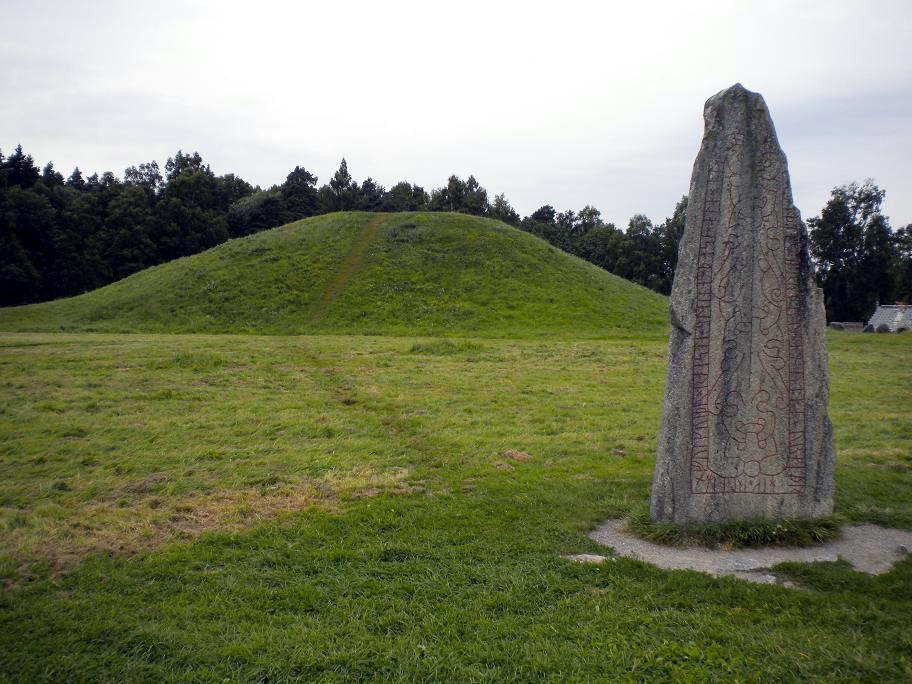
Tappa dell'Eriksgata fotografato presso Anundshög